# Bellosguardo (Firenze)

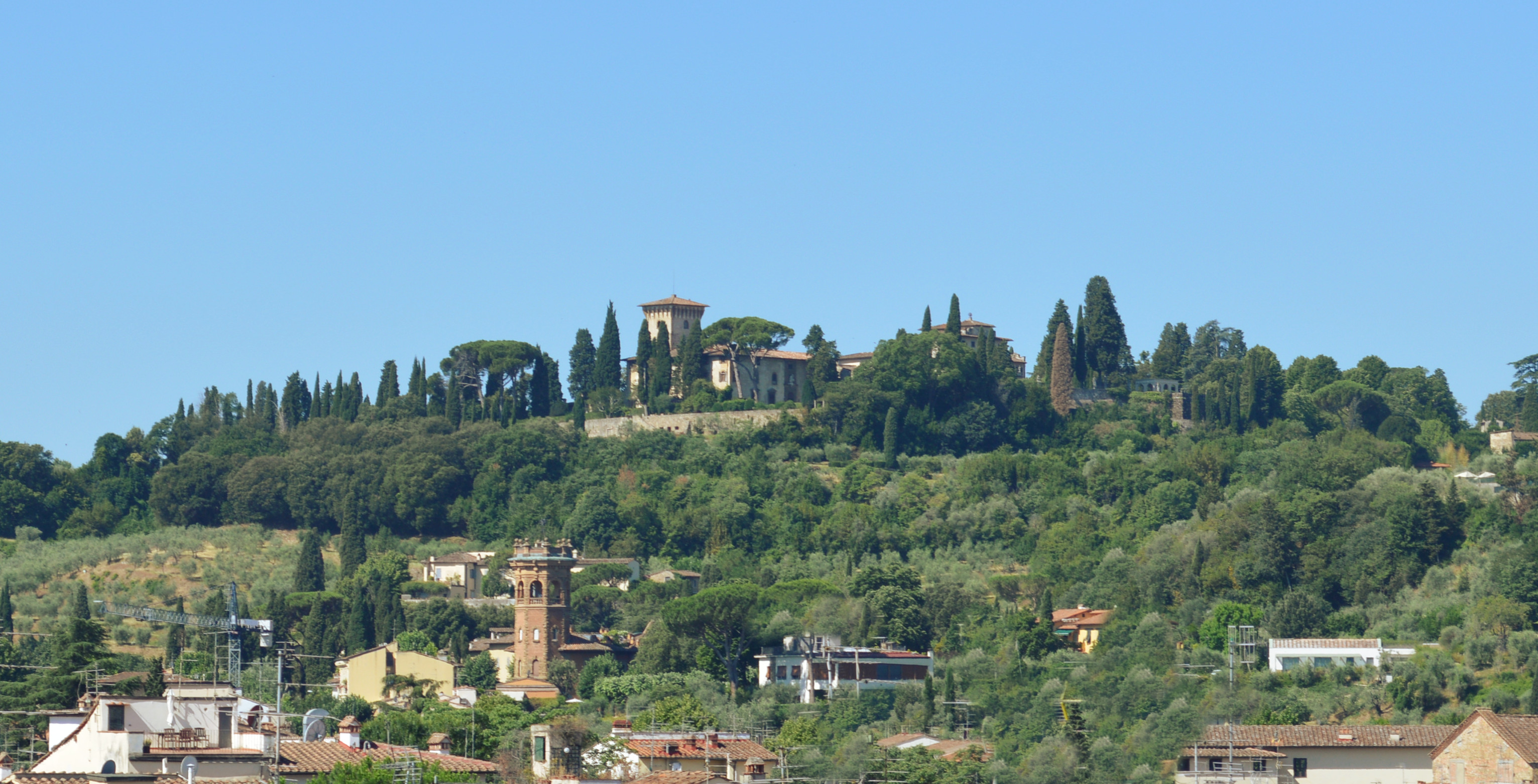
In alto, la torre della Villa di Bellosguardo (a sinistra) e, dietro gli alberi, la Villa dell'Ombrellino; in basso, la torre di Villa Pagani.

Bellosguardo è una zona di Firenze, situata nella parte sud-ovest, collocata su una piccola collina dalla quale si gode un panorama sul centro storico della città.
La vista è più ristretta rispetto a quella che si abbraccia da altri luoghi (ad esempio il Piazzale Michelangelo) ma ugualmente suggestiva e pressoché sconosciuta al turismo, almeno a quello "di massa". Vi sorgono molte ville alcune delle quali di origine rinascimentale, che hanno ospitato, nel corso dei secoli, svariati personaggi illustri, come testimoniano le targhe appostevi dal Comune (ad esempio Giuseppe Garibaldi, Ugo Foscolo, Alberto Mario (con la moglie Jessie White), Henry James, Florence Nightingale ed altri).

## Il percorso

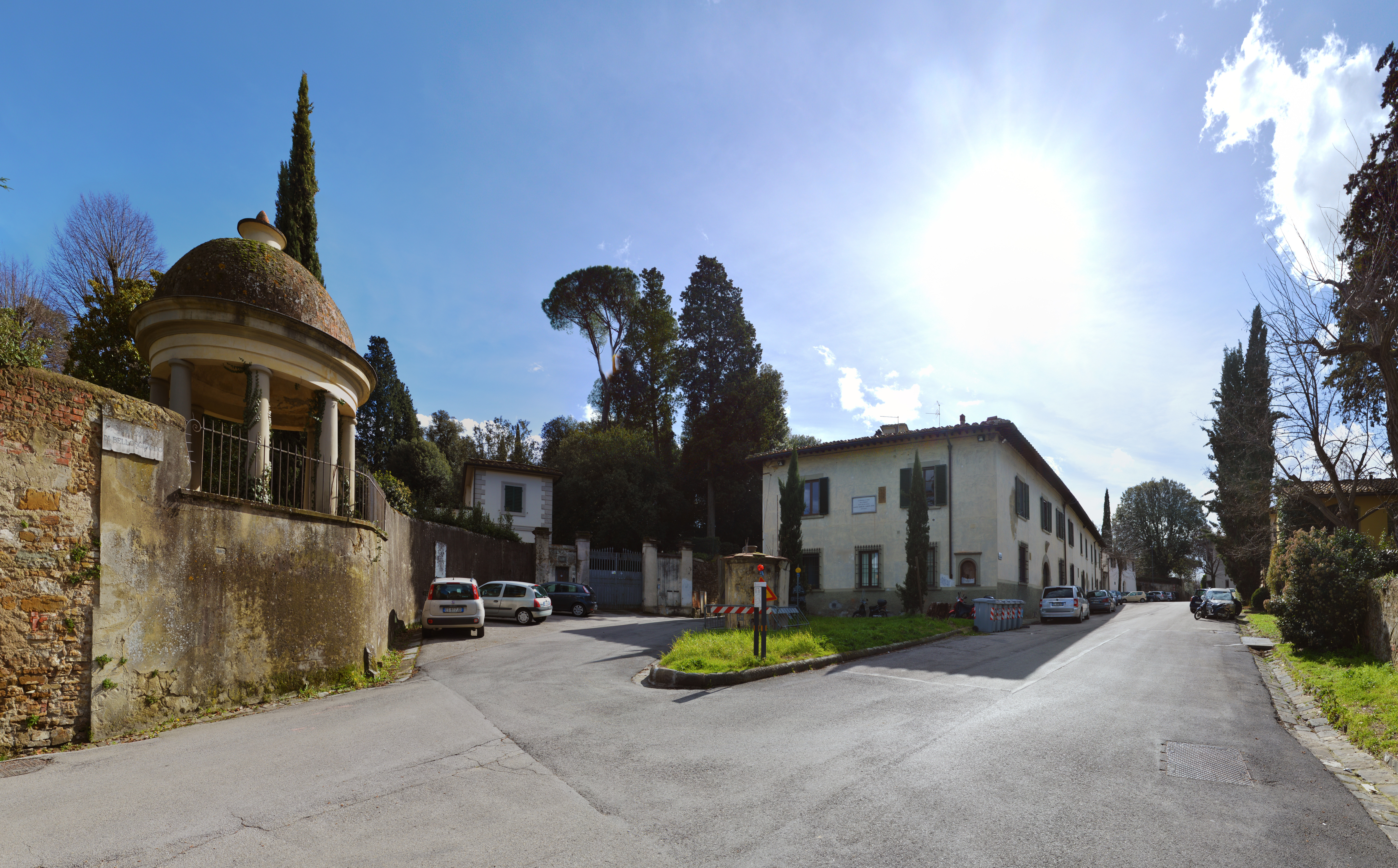
Piazza di Bellosguardo

Vi si può arrivare dalla piazza San Francesco di Paola percorrendo la via di Bellosguardo che inizia all'angolo tra la Villa Pagani e l'omonima chiesa. La via, in salita, giunge prima al Prato dello Strozzino e, dopo una stretta curva sulla sinistra, conduce al primo belvedere, davanti alle ville La Limonaia e Brichieri Colombi. Poco prima del belvedere, sulla destra vi è un tabernacolo ottocentesco in stile neogotico con bassorilievo in terracotta invetriata raffigurante la Vergine col Bambino, sotto al quale si legge: "Per Grazia ricevuta da un padre con due figli". Questo padre era il Granduca Leopoldo II di Toscana, la cui carrozza ebbe in quel luogo un incidente da quale il "Gran principe" uscì illeso. Egli ordinò allora l'erezione di quel tabernacolo per ringraziamento alla Vergine.
Continuando la via si giunge alla piazza di Bellosguardo. A sinistra si può allora percorrere la via Roti Michelozzi (a fondo chiuso) che costeggia il parco della villa dell'Ombrellino, per giungere all'ingresso della Villa di Bellosguardo dove si trova il secondo belvedere. Nella parte settentrionale della piazza sorge il pozzo del Saracino in quanto vi veniva issato il fantoccio di un saraceno utilizzato durante le giostre; in quella che si estende verso sud, vi è villa Borgherini-Castellani, costruita su disegno di Baccio d'Agnolo. Riscendendo per la via San Carlo si arriva invece alla zona di Soffiano; lungo quest'ultima si trovano la torre di Montauto, fatta edificare dalla famiglia Bonciani e caratterizzata da un coronamento merlato, e la Villa Niccolini, fatta costruire dai Cavalcanti.

## Il luogo come ispiratore d'arte
(Ugo Foscolo, Le Grazie, Inno I, vv.11-14)

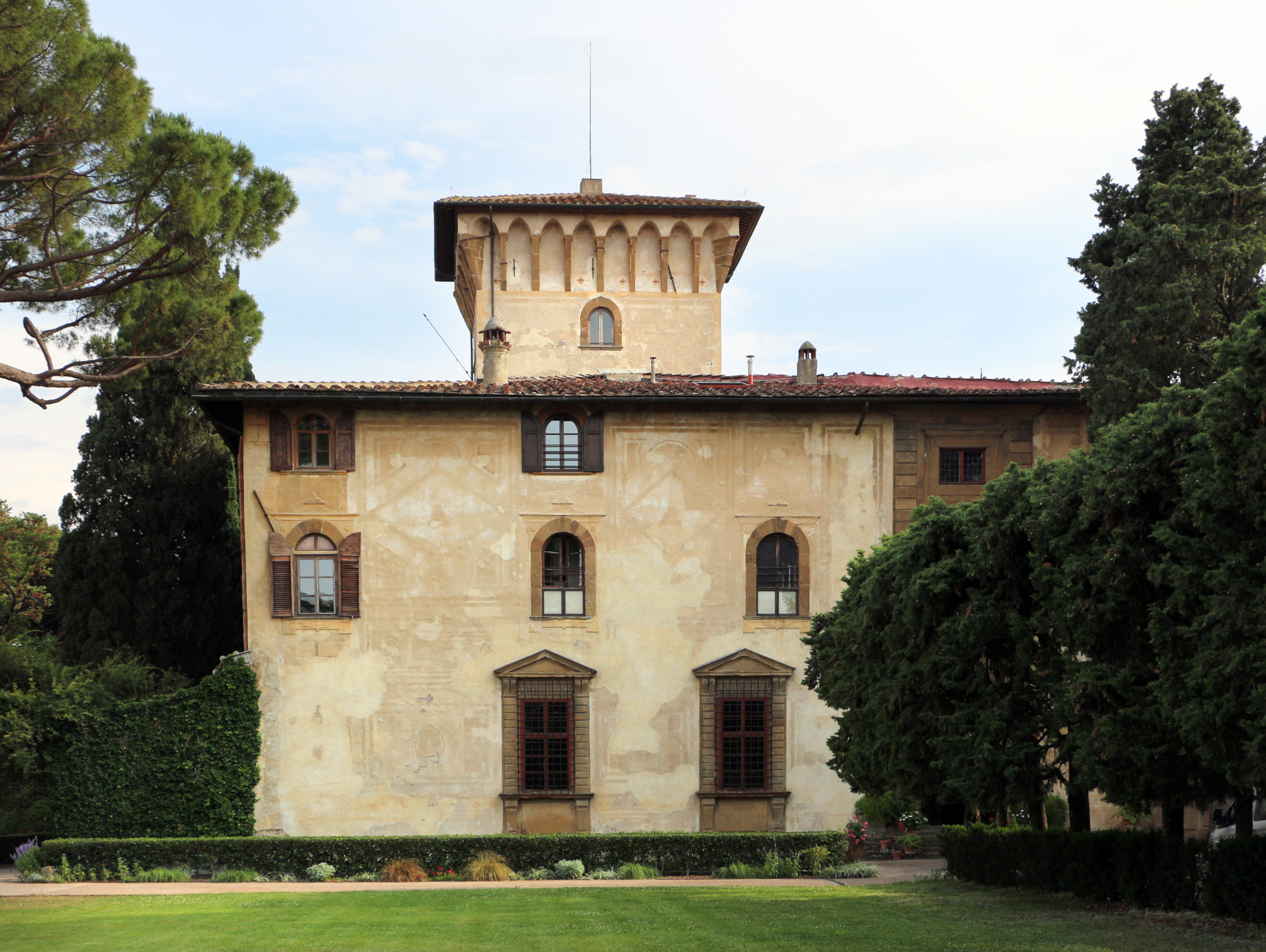
Villa e torre di Bellosguardo

Sul lato sinistro della piazza, accanto all'ingresso alla villa dell'Ombrellino si trova una lapide sulla quale si legge: "Qui, dove la grazia del cielo e del colle innalza la qualità dell'arte, vissero ed operarono i seguenti figli di patrie diverse:...." segue una lunga serie di nomi alcuni dei quali già menzionati all'inizio.
Ma altri ospiti illustri soggiornarono in questo luogo:
Galileo Galilei visse a Bellosguardo negli anni tra il 1617 ed il 1631 e vi scrisse il "Dialogo sui Massimi Sistemi". 
L'Inno a Vesta, il secondo delle "Grazie" di Ugo Foscolo, è ambientato nella villa di Bellosguardo dove il poeta soggiornò negli anni 1812 e 1813.
La terza sezione delle "Occasioni" di Eugenio Montale si intitola "Tempi di Bellosguardo" Anch'egli, infatti soggiornò in quei luoghi.
Charles Eliot Norton studioso di arte e architettura visse a Bellosguardo tra la fine del 1870 e la primavera del 1871.

## Galleria d'immagini

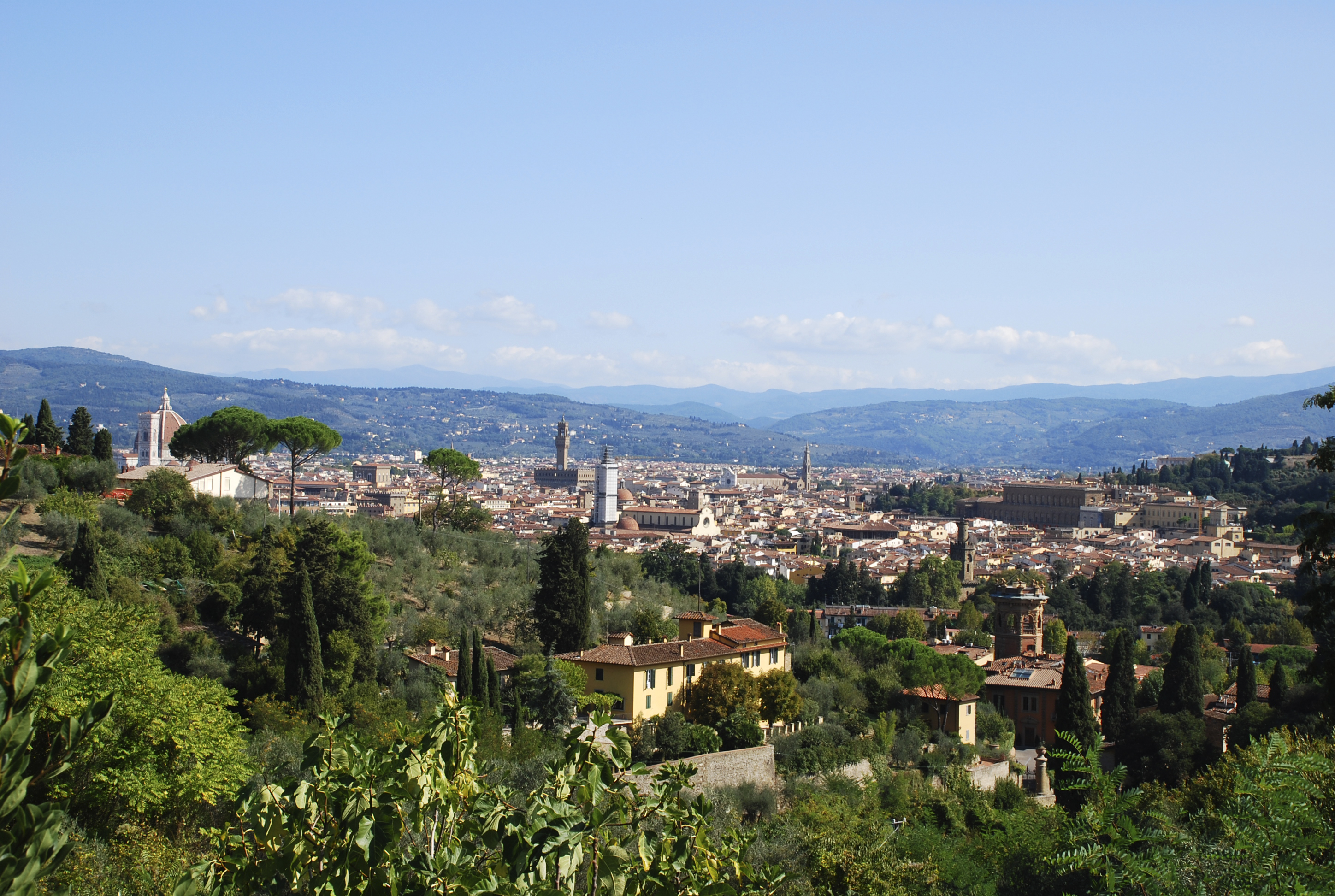
Panorama su Firenze
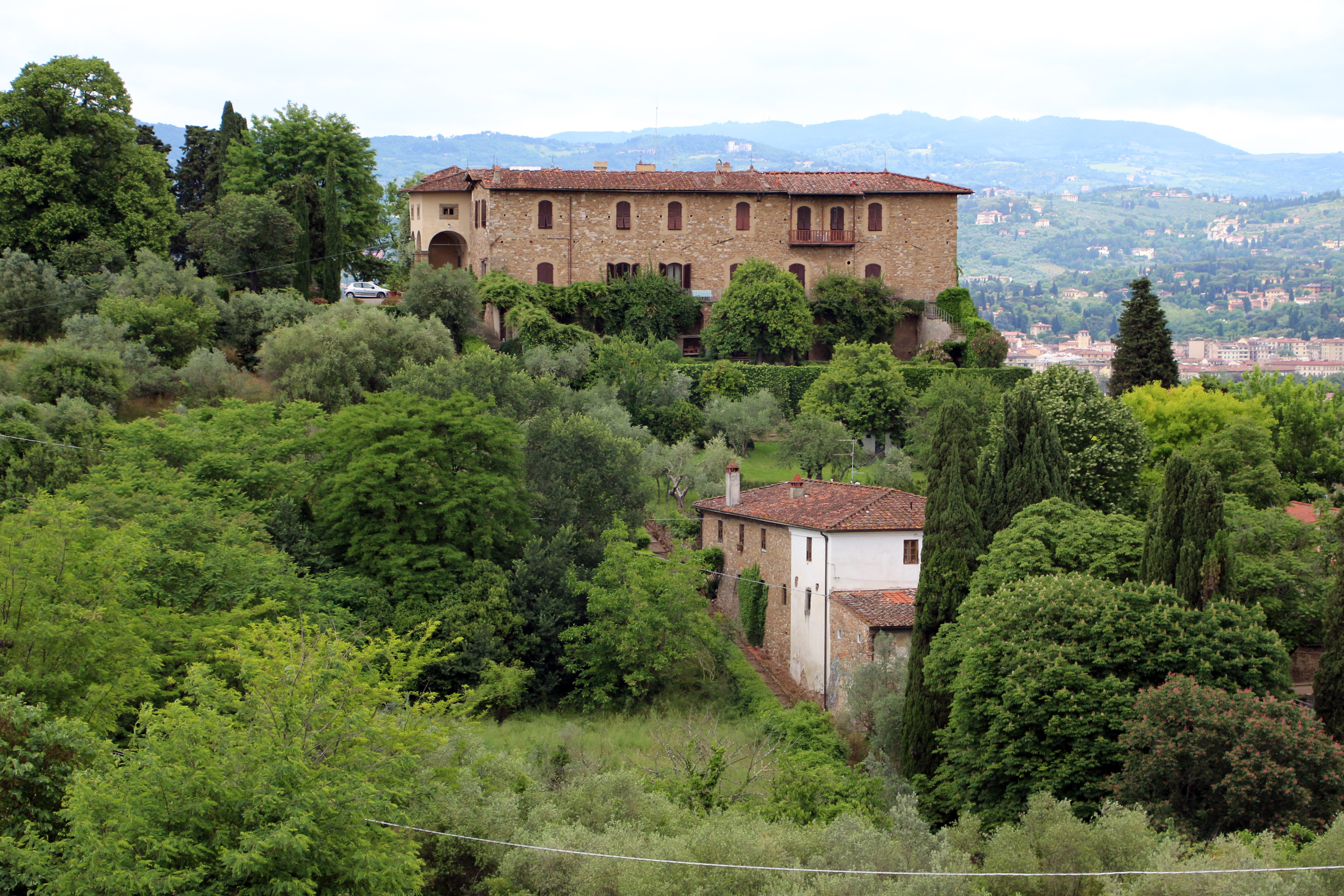
Villa Fioravanti
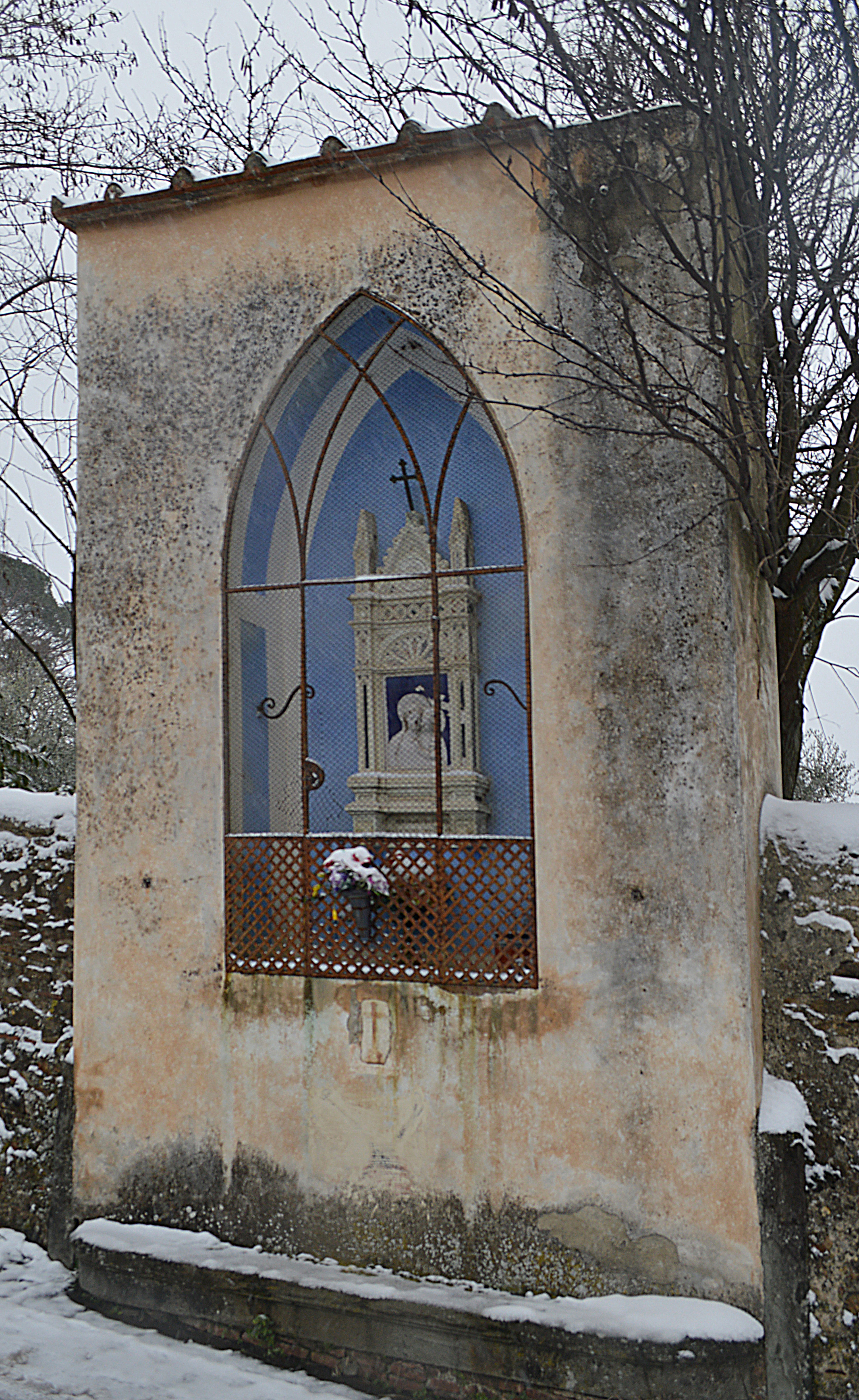
Tabernacolo di via di Bellosguardo
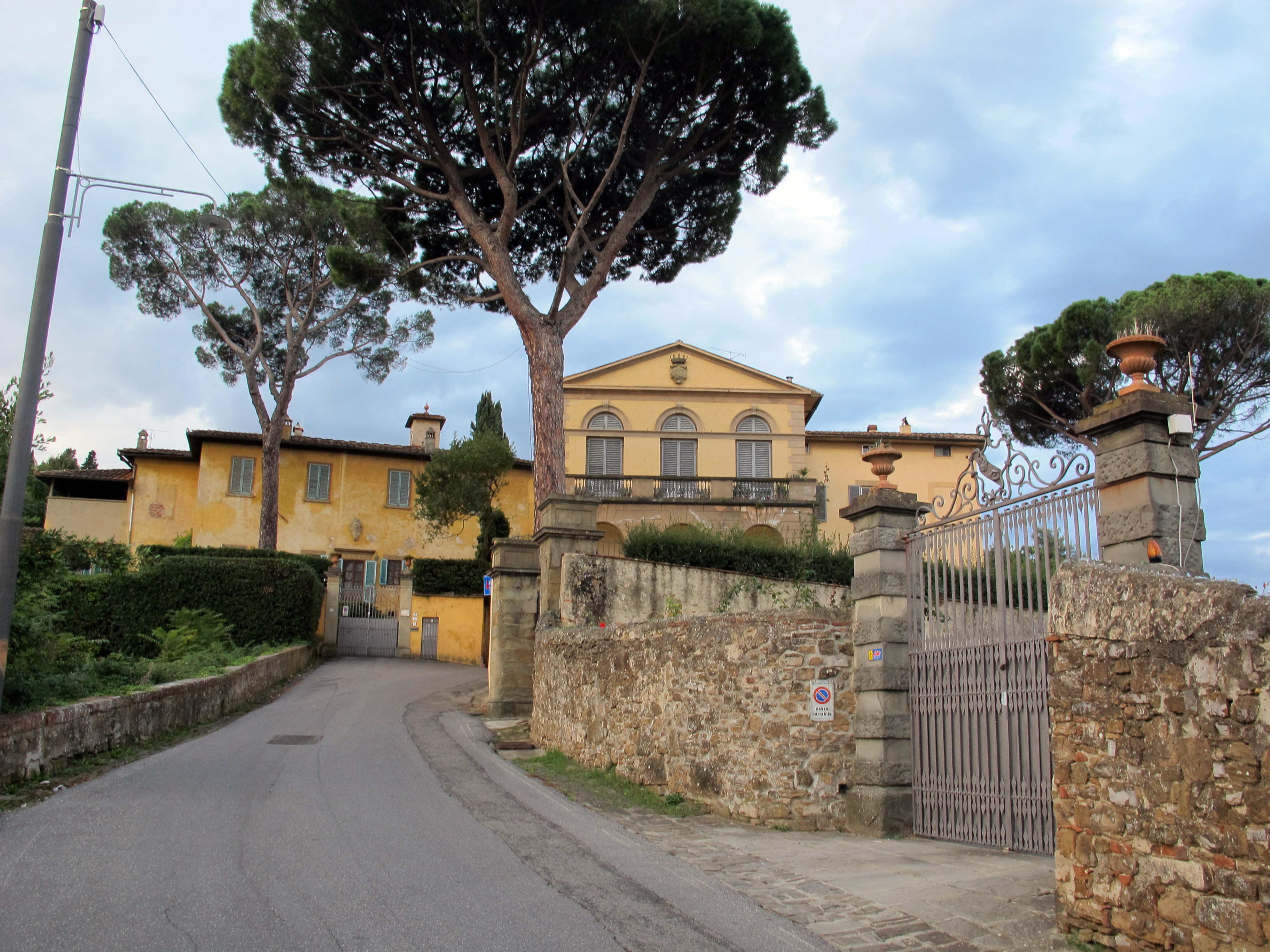
Villa la Limonaia (a sinistra) e villa Bricheri-Colombi (a destra)
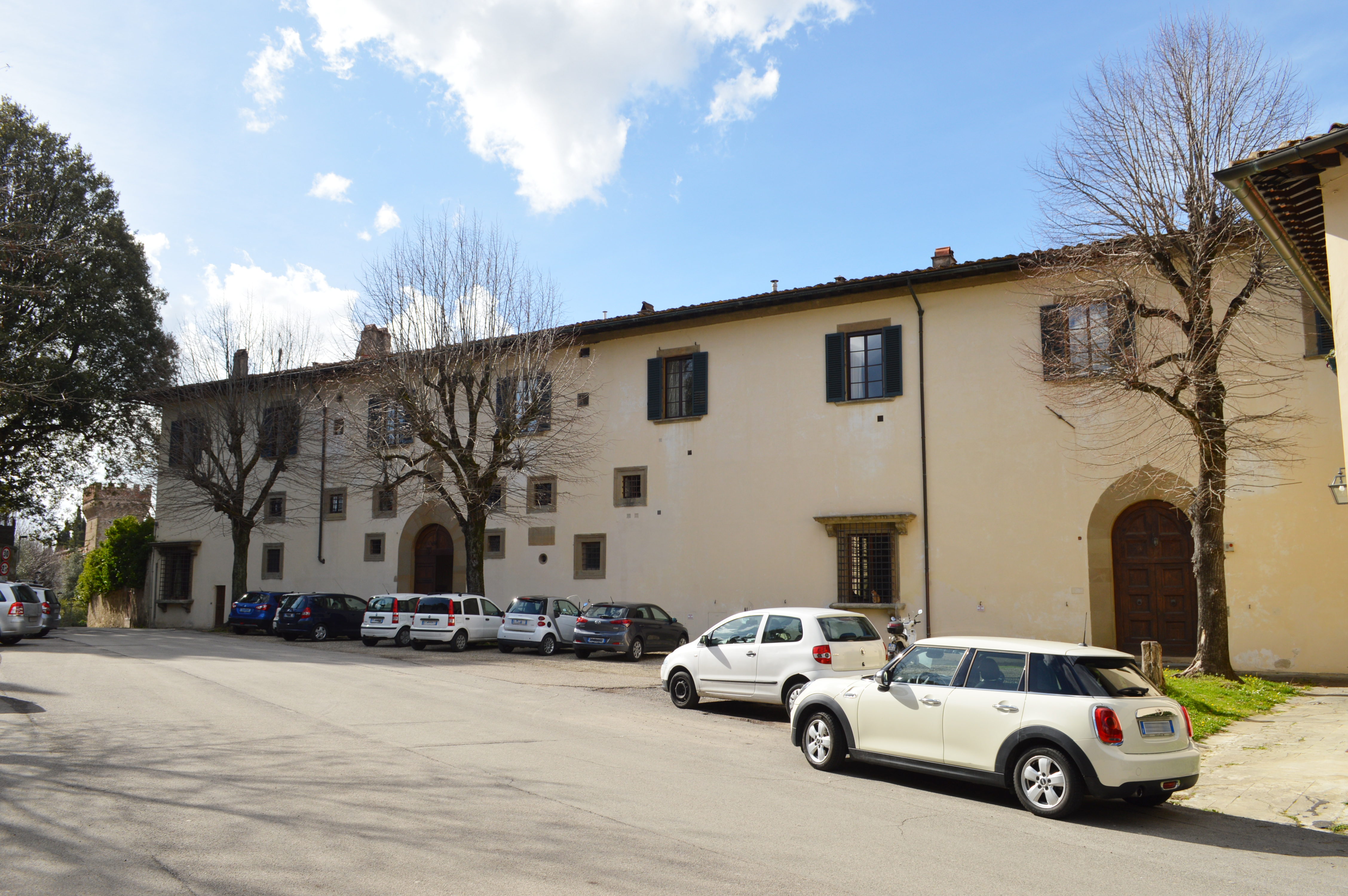
Villa Borgherini-Castellani
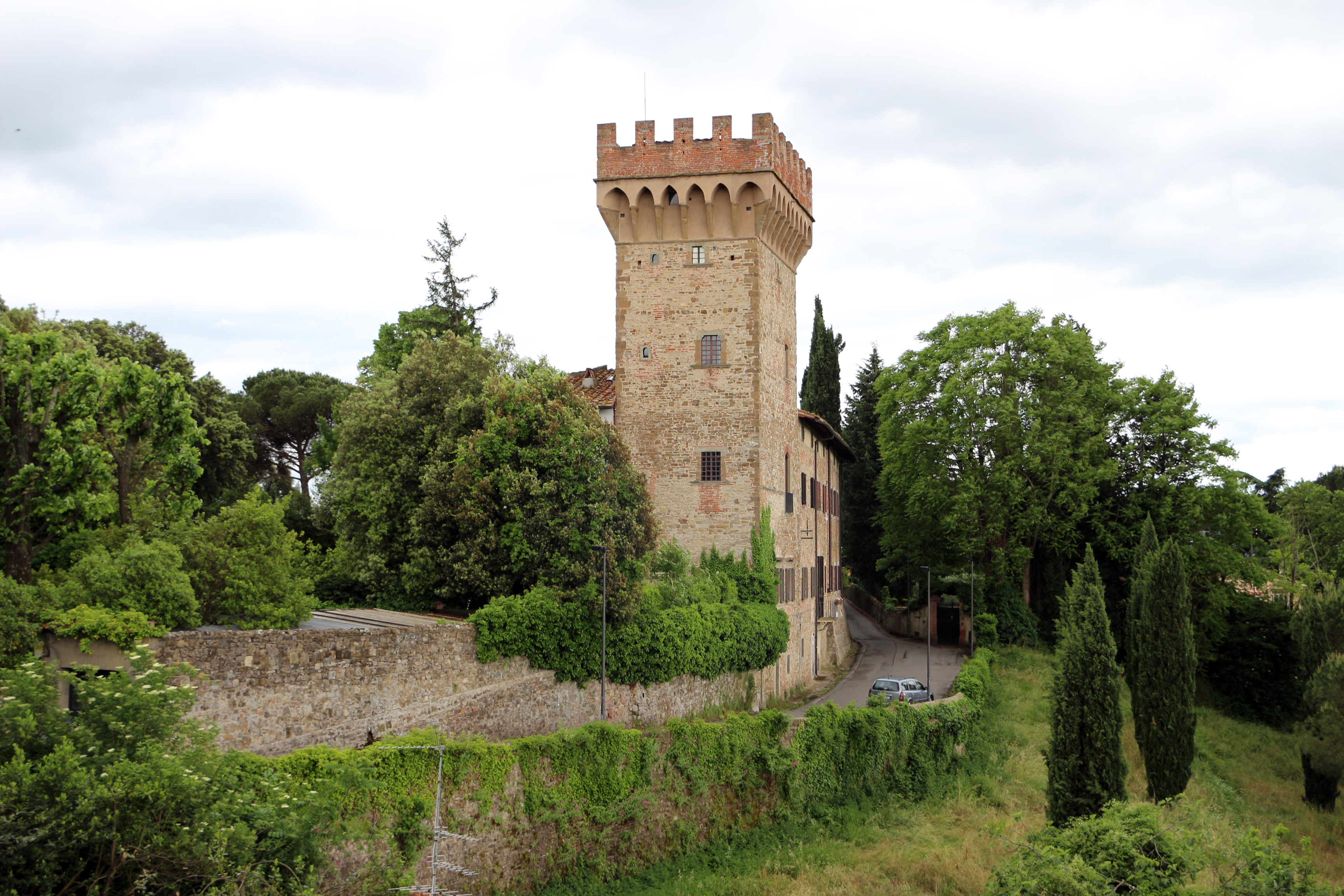
Torre di Montauto